# Alexej Lutsenko
Alexej Alexandrovitj Lutsenko (kazakiska: Алексей Александрович Луценко), född 7 september 1992, är en kazakisk professionell landsvägscyklist.

## Karriär
Lutsenko har cyklat professionellt sedan 2012. Bland hans meriter kan nämnas en etappvinst i Tour de France och en etappvinst i Vuelta a España.